# Noah Beck
Noah Beck, född 4 maj 2001, är en amerikansk sociala medier-personlighet som är mest känd för sitt innehåll på Tiktok. 2019 var Beck en mittfältare för Portland Pilots herrfotboll.

## Karriär
I januari 2020 började Beck, på grund av covid-19-pandemin, använda Tiktok när han var i karantän. Becks videor blev virala på bara några månader. 
I april 2021 hade Beck 26,5 miljoner följare på Tiktok, 7,4 miljoner på Instagram och 1,2 miljoner prenumeranter på Youtube
I november 2020 kritiserades Beck för att ha tagit ut avgifter för så kallade duetter på plattformen Tiktok. Senare klargjorde han att avgifterna var för varumärkesavtal.
Tiktok listade Beck som en av de 10 bästa innehållsskaparna för "Breakout content" 2020. 

## Privatliv
I oktober 2020 bekräftade Beck att han var i ett förhållande med sociala medier-personlighet Dixie D'Amelio.
December 2020 kritiserades Beck och Dixie D'Amelio för att ha semestrat i Nassau, Bahamas under covid-19-pandemin. Som svar på kritiken sade han att han behövde en chans att koppla av. Vidare sade han att de var försiktiga, reste med privatjet och mest stannade inne på ett tomt hotell.